# 减刑
减刑指的是对符合一定条件的犯人缩短刑期。减刑是從寬處分（clemency）的一種形式，且和赦免相關，一些看法更認為減刑是赦免的一種；但和多數形式的赦免不同的是，减刑不會影響一個罪犯是否有罪的事實，而赦免可能使得罪犯從有罪變成無罪。

## 字意
雖然減刑是以較輕微和低級的刑事處罰來代替原始判決，但一些法院也有使用「減刑」一詞來代替與法院最初判處的不同性質或者更新的判決，例改判假釋。

## 概述
減刑不會推翻定罪，減刑的接受者仍然被定罪為有罪，只不過懲罰較輕。被判犯有死刑謀殺罪的人可能會被減刑為終身監禁，這減輕了不影響基本刑事定罪的懲罰。
有些情況下的減刑是有條件的，要求罪犯必須遵守額外的條件，否則可能將會失去或取消減刑。